# 7304 Namiki
7304 Namiki eller 1994 AE2 är en asteroid i huvudbältet som upptäcktes den 9 januari 1994 av den japanska astronomen Takao Kobayashi vid Ōizumi-observatoriet. Den är uppkallad efter den japanske amatörastronomen Namiki Mitsuo.